# フリーダム (バンド)
フリーダム（Freedom）は、イングランドのサイケデリック・ロック・バンドで、1960年代後半から1970年代初頭にかけて活動し、当初はプロコル・ハルムのメンバーによって結成された。
ヒット曲でプロコル・ハルムのシングル「青い影」に参加したレイ・ロイヤーとボビー・ハリソンは、ボーカリストのゲイリー・ブルッカーによってプロコル・ハルムから追い出され、ロビン・トロワーとバリー・ウィルソンに取って代わられた。その後、ロイヤーとハリソンは、スティーヴ・シャーリーとトニー・マーシュ（すぐにピアニスト/オルガニストのマイク・リースに交代）と共にフリーダムを結成し、2枚のドイツでのシングルと、ティント・ブラス/ディノ・デ・ラウレンティスの映画『Attraction』（オリジナルのタイトルは『Nerosubianco』。『Black on White』としても知られる）のサウンドトラックをリリースした。
1968年、ハリソンはグループのメンバーを完全に見直し、新しいラインナップがハードロック寄りなサウンドでレコーディングを開始し、ブラック・サバス、ジェスロ・タル、ジェイムス・ギャングとのツアー日程を記録している。彼らは、2枚目のアルバム『フリーダム・アット・ラスト』におけるビートルズ・ナンバー「クライ・ベイビー・クライ」の彼らのバージョンで有名になった。1972年にバンドが最終的に分裂する前に、さらなるラインナップの変更が行われ、ハリソンはスナフへ加入した。

## メンバー
- ボビー・ハリソン (Bobby Harrison) - ボーカル、ドラム
- レイ・ロイヤー (Ray Royer) - ギター
- スティーヴ・シャーリー (Steve Shirley) - ベース
- トニー・マーシュ (Tony Marsh) - キーボード
- マイク・リース (Mike Lease) - キーボード
- ロビン・ラムズデン (Robin Lumsden) - キーボード
- ロジャー・サンダース (Roger Saunders) - ギター
- ウォルト・モナハン (Walt Monaghan) - ベース
- ピーター・デニス (Peter Dennis) - ベース
- スティーヴ・ジョリー (Steve Jolly) - ギター

## ディスコグラフィ

### スタジオ・アルバム
- Black On White (Nero Su Bianco) (1969年、Atlantic)
- 『フリーダム・アット・ラスト』 - Freedom at Last (1970年、BYG/ABC)
- 『フリーダム』 - Freedom (1970年、Probe)
- 『スルー・ジ・イヤーズ』 - Through the Years (1971年、Vertigo)
- 『フリーダム・イズ・モア・ザン・ア・ワード』 - Is More Than A Word (1972年、Vertigo)